# Dominique Bastien

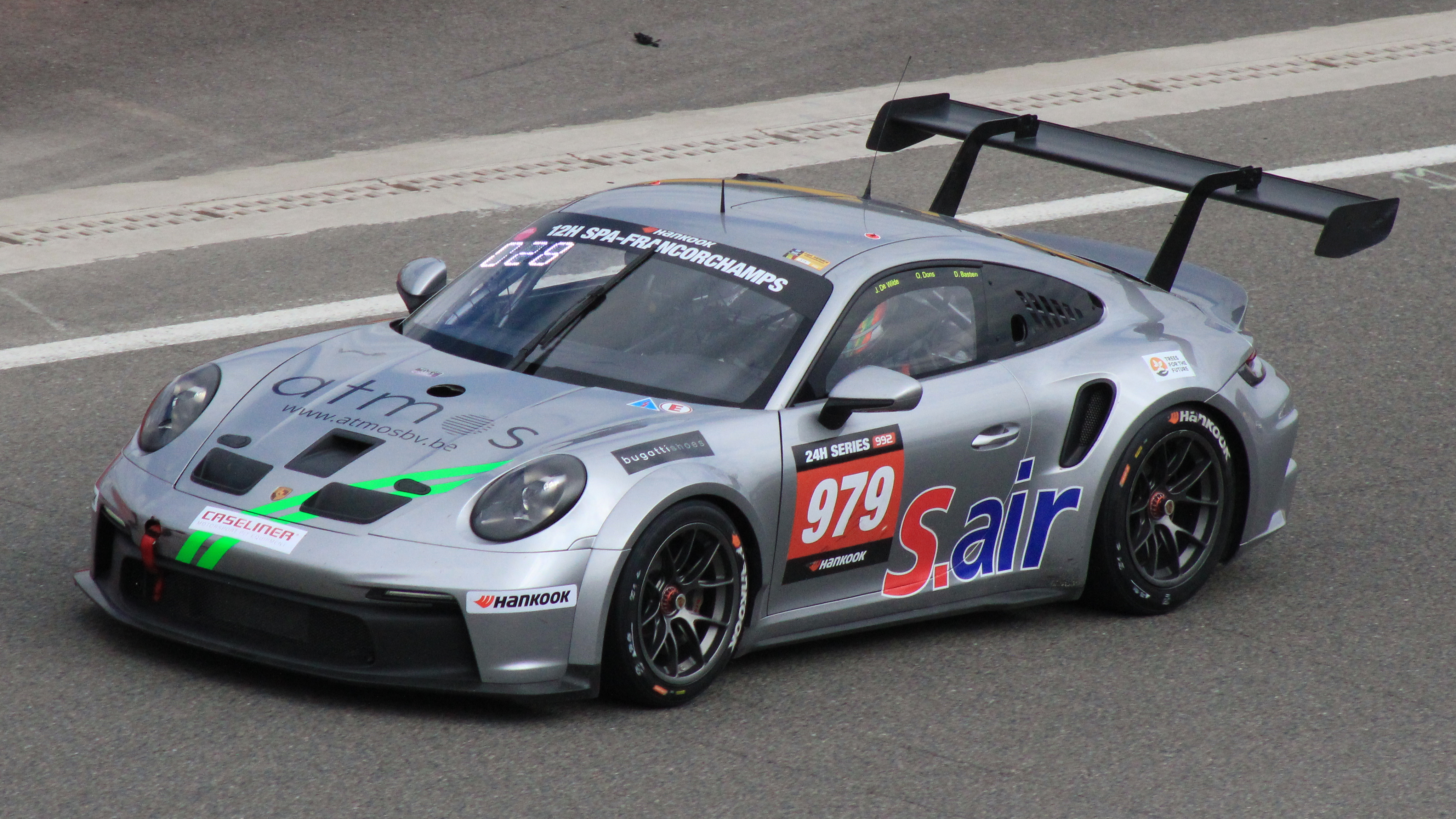
Dominique Bastien beim 12-Stunden-Rennen in Spa 2022 im Rahmen der 24H Series

Dominique Bastien (* 25. November 1945 in Dunkerque) ist ein US-amerikanischer Autorennfahrer und Unternehmer französischer Abstammung.

## Karriere als Rennfahrer
In einem Alter, in dem die meisten Menschen seines Jahrgangs längst seit vielen Jahren im Ruhestand sind, gab Dominique Bastien sein Debüt beim 24-Stunden-Rennen von Le Mans. Am Renntag der Veranstaltung 2020 war er 74 Jahre und 290 Tage alt. Er war damit mit großem Abstand der älteste Starter bei diesem Rennen und der bisher einzige, der mehr als 70 Jahre zählte. Der zweitälteste Le-Mans-Starter, der 1951 geborene Mark Patterson, ging ebenfalls 2020 an den Start. Dominique Bastien war um sechs Jahre älter als Jack Gerber, der bei seinem Le-Mans-Debüt 2013 68 Jahre und 110 Tage alt war.
Dominique Bastien war schon als Monoposto-Anfänger eine Ausnahme, da er seine Karriere im 59. Lebensjahr begann. Ab 2010 fuhr er drei Jahre lang in der Pro Mazda Championship und wechselte dann in den GT-Sport. 2013 kam er nach Europa und startete beim 24-Stunden-Rennen auf dem Nürburgring. Gemeinsam mit Rahel Frey, Marco Werner und Alex Yoong erreichte er im Audi R8 LMS ultra den 18. Rang in der Gesamtwertung. Ein Jahr später beendete er dieses 24-Stunden-Rennen an der 22. Stelle der Endwertung.
Weitere Erfahrungen im Langstreckensport sammelte er bei Veranstaltungen der 24H Series, wo ihm beim 24-Stunden-Rennen von Dubai 2019 ein dritter Rang in seiner Rennklasse gelang.

## Unternehmer
Dominique Bastien wanderte in den 1960er-Jahren mit seinen Eltern von Frankreich in die Vereinigten Staaten aus. 1991 gründete er Speciality Brands of America, einen Nahrungsmittelkonzern, der US-amerikanische Spezialitäten vertreibt. 2014 verkaufte er das Unternehmen um 155 Millionen US-Dollar an B&G Foods.

## Statistik

### Le-Mans-Ergebnisse
| Jahr | Team                  | Fahrzeug           | Teamkollege     | Teamkollege        | Platzierung     | Ausfallgrund |
| ---- | --------------------- | ------------------ | --------------- | ------------------ | --------------- | ------------ |
| 2020 | Dempsey-Proton Racing | Porsche 911 RSR    | Thomas Preining | Adrien de Leener   | nicht klassiert |              |
| 2021 | Dempsey-Proton Racing | Porsche 911 RSR-19 | Julien Andlauer | Lance David Arnold | Rang 42         |              |

### Einzelergebnisse in der FIA-Langstrecken-Weltmeisterschaft
| Saison  | Team                  | Rennwagen       | 1   | 2   | 3   | 4   | 5   | 6   | 7   | 8   |
| ------- | --------------------- | --------------- | --- | --- | --- | --- | --- | --- | --- | --- |
| 2019/20 | Dempsey-Proton Racing | Porsche 911 RSR | SIL | FUJ | SHA | BAH | AUS | SPA | LEM | BAH |
| 2019/20 | Dempsey-Proton Racing | Porsche 911 RSR |     |     |     | DNF |     |     |     |     |
| 2021    | Dempsey-Proton Racing | Porsche 911 RSR | SPA | POR | MON | LEM | BAH | BAH |     |     |
| 2021    | Dempsey-Proton Racing | Porsche 911 RSR |     | 27  |     | 42  |     |     |     |     |